# Estado Libre del Congo
El Estado Libre del Congo o Estado Independiente del Congo (en francés, État Indépendant du Congo) fue una colonia personal africana, gobernada por el rey Leopoldo II de Bélgica. El Estado Libre, cuyas fronteras coinciden con las de la actual República Democrática del Congo, fue administrado por el monarca entre 1885 y 1908, año en el que su territorio fue cedido a Bélgica.
Durante el período en que fue administrado por Leopoldo II, el territorio fue objeto de una explotación sistemática e indiscriminada de sus recursos naturales (especialmente el marfil y el caucho), en la que se utilizó exclusivamente mano de obra indígena en condiciones de esclavitud. Para mantener su control sobre la población nativa, la administración colonial instauró un régimen de terror, en el que fueron frecuentes los asesinatos en masa y las mutilaciones. Debido a esto y otros factores relacionados, hubo un elevadísimo número de víctimas mortales: aunque es imposible realizar cálculos exactos, la mayoría de los autores mencionan cifras de entre cinco y diez millones de muertos. Sin embargo, diversos historiadores argumentan contra esta cifra debido a la ausencia de censos fiables, a la enorme mortalidad de las enfermedades como la viruela o la enfermedad del sueño y al hecho de que en 1900, solo había 3000 europeos en el Congo, de los cuales solo la mitad eran belgas.
A partir de 1900, la prensa europea y estadounidense comenzó a informar acerca de las dramáticas condiciones en que vivía la población nativa del territorio. Las maniobras diplomáticas y la presión de la opinión pública consiguieron que el rey belga renunciase a su dominio personal sobre el Congo, que pasó a convertirse en una colonia de Bélgica, bajo el nombre de Congo Belga.

## Historia

### Antecedentes

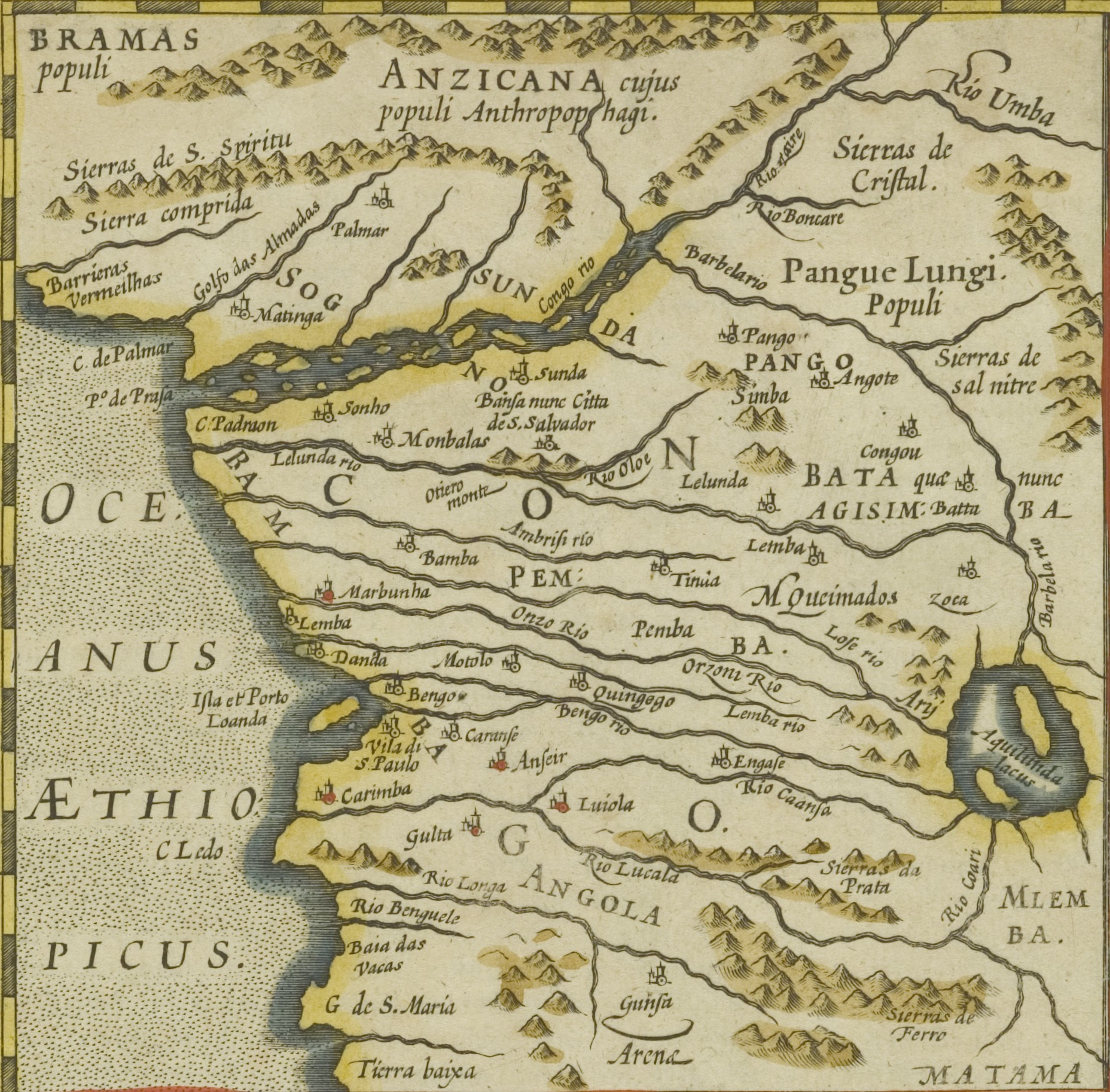
Mapa histórico del Reino del Congo (existente durante los ss. XV, XVI y XVII), y situado en la región del estuario del río Congo.

En 1482, el navegante portugués Diogo Cão descubrió la desembocadura del río Congo. Tres años después, en 1485, remontó el río hasta la actual ciudad de Matadi. Los portugueses, que establecieron un productivo contacto con el reino del Congo, convirtieron la región en uno de los centros del comercio de esclavos. Sin embargo, debido a las presiones de los países abolicionistas, a mediados del siglo XIX el tráfico de esclavos con destino a Brasil y al Caribe quedó interrumpido. Tras la abolición de la trata continuó en la región el llamado legitimate trade («comercio legítimo») de productos como el aceite y las pepitas de palma, el marfil y el caucho. En la zona de la desembocadura del Congo habían establecido sus bases casas comerciales de diferentes países europeos (Francia, Portugal, Inglaterra y Países Bajos, principalmente). Aunque las empresas comerciales más prósperas eran las de ingleses y neerlandeses, el dominio político del territorio correspondía a los portugueses —descubridores de la zona, y a los que correspondía teóricamente la soberanía de todo el territorio entre Cabinda y Moçamedes— y franceses, establecidos en Gabón.
La región oriental del Congo estaba dominada por comerciantes musulmanes de lengua suajili procedentes de Zanzíbar que se abastecían de esclavos en la zona. El más poderoso de estos comerciantes fue Tippu Tip, soberano de un reino junto al río Lualaba. Teóricamente, acabar con el comercio de esclavos en África Central sería uno de los objetivos de los colonizadores europeos.

### La creación del Estado Libre

#### Leopoldo II de Bélgica

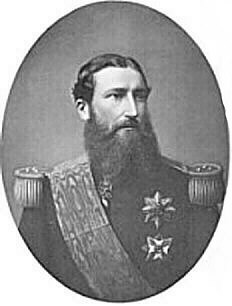
Leopoldo II de Bélgica

Bélgica, un Estado reciente que se había independizado de los Países Bajos en 1830, era en la segunda mitad del siglo XIX uno de los países más desarrollados de Europa, cuya prosperidad se basaba más en la industria que en el comercio. Carecía de colonias, y la opinión pública era fuertemente anticolonialista.
Sin embargo, el rey de Bélgica, Leopoldo II, no era de la misma opinión que sus compatriotas. Desde antes de acceder al trono había mostrado un gran interés por la empresa colonial. Su modelo era la explotación neerlandesa de Java, a la que consideraba "una inagotable mina de oro". El rey centró su atención primero en Oriente, pero pronto se convenció de que no existía en Asia ningún lugar disponible que le permitiese hacer realidad sus fantasiosos proyectos.
Leopoldo, rey desde 1865, comenzó a interesarse por África en 1873, pero sus planes empezaron a concretarse en 1875. En agosto de ese año, el monarca asistió en París al congreso de la Asociación Geográfica francesa, lo cual le dio la idea de celebrar su propia conferencia en Bruselas. Al año siguiente, el 12 de septiembre, inauguró en el palacio real de Bruselas la reunión que sería conocida como Conferencia Geográfica de Bruselas, a la que asistieron geógrafos y exploradores de las principales naciones europeas.
En el discurso con el que inauguró el congreso, Leopoldo planteó la necesidad de civilizar África Central. Para ello, se decidió crear bases de operaciones tanto en el este —en Zanzíbar— como en el oeste —la desembocadura del río Congo —; se establecieron las posibles rutas para la exploración del interior del continente; y se decidió crear una asociación internacional, la Asociación Internacional Africana (Association Internationale Africaine, AIA), que coordinaría las acciones de los distintos comités nacionales.
La AIA se constituyó el 14 de septiembre de 1876, con sede en Bruselas y bajo la presidencia de Leopoldo II. La asociación era, en apariencia, meramente filantrópica. El comité ejecutivo de la asociación lo formaban, además del propio Leopoldo, un alemán (Gustav Nachtigal), un inglés (Sir Henry Bartle Frere) y un francés (Jean Louis Armand de Quatrefages de Bréau). Los comités nacionales, sin embargo, no tuvieron demasiado éxito, excepto en Francia, donde su presidente era Ferdinand de Lesseps, el constructor del canal de Suez.

#### La exploración del Congo
Desde que en 1482 Diogo Cão había descubierto la desembocadura del río Congo (al que él denominó, basándose en las palabras de sus informantes nativos, río Zaire), apenas se habían hecho intentos de explorar el río. Cão llegó solo hasta la altura de la actual Matadi. Siglos después, en 1816, la expedición del capitán de la marina británica James Tuckey fracasó en el intento de remontar el río, lo cual retrajo durante décadas a los europeos de esta empresa.
Sin embargo, al mismo tiempo que Leopoldo perfilaba sus planes en Bruselas, tuvieron lugar tres viajes que contribuirían eficazmente al conocimiento de 
región que el monarca belga se había propuesto "civilizar":

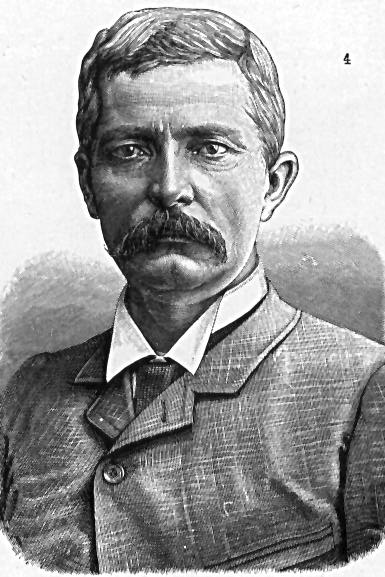
Henry Morton Stanley.

- El inglés Verney Lovett Cameron llegó en 1873 a Nyangwe, a orillas del río Lualaba, partiendo del lago Tanganika. El potentado esclavista de Zanzíbar Tippu Tip se negó a prestar ayuda a la expedición, pese a lo cual Cameron continuó viaje hasta Benguela, en la costa atlántica, a donde llegó en octubre de 1875. Regresó a Europa en abril de 1876 y se entrevistó con Leopoldo II el mes siguiente. Es muy posible que la idea de convocar la Conferencia Geográfica de Bruselas tuviese relación con las informaciones que Cameron suministró al monarca, según las cuales África Central era un medio favorable para la actividad europea, cuya población estaba ya relativamente avanzada y donde era posible la navegación con barcos de vapor a través de la red fluvial. Sin embargo, Cameron no descubrió ninguna vía factible de acceso al interior desde la costa.

- Henry Morton Stanley, mundialmente famoso desde que en noviembre de 1871 localizó a David Livingstone, había emprendido en 1873 un nuevo viaje, por encargo de los periódicos New York Herald y Daily Telegraph, para atravesar de costa a costa África Central. El viaje, que duró casi tres años, concluyó el 9 de agosto de 1877. Stanley hizo un importante descubrimiento: demostró que el río Congo era, a partir de Stanley Pool (actual Pool Malebo), una eficaz vía de acceso al interior de África Central. La intención de Stanley era proponer la colonización del Congo al gobierno británico, pero su propuesta fue desestimada. Leopoldo II, en cambio, mostró por ella un gran interés, y contrató de inmediato al explorador angloestadounidense.

- El italiano nacionalizado francés Savorgnan de Brazza emprendió el 13 de noviembre de 1875 un viaje, por encargo del gobierno francés, remontando el río Ogooué. Brazza descubrió otra vía de acceso al Congo desde la colonia francesa de Gabón, y logró despertar el interés de Francia por colonizar la región.

#### La empresa comercial
En 1878, Stanley expuso su plan a Leopoldo de Bélgica. Para abrir al comercio europeo la región del Congo, proponía construir una línea de ferrocarril que permitiera eludir la parte no navegable del curso del río (las cataratas Livingstone), y abrir en el curso alto, donde el Congo volvía a ser navegable, asentamientos comerciales. Leopoldo dio su aprobación al proyecto. Para obtener los fondos entró en negociaciones con la compañía neerlandesa Afrikaansche Handels-Vereeniging (AHV, Asociación Comercial Africana), la empresa comercial más importante de la región de la desembocadura del Congo, con 44 factorías en la zona, y un capital de 24 000 000 florines, una cantidad elevadísima para la época.
Resultado de estas negociaciones fue la fundación, el 24 de noviembre de 1878, en Bruselas, del Comité de Estudios del Alto-Congo (CEHC), una "société en participation" con un capital social de un millón de francos, cuyos principales suscriptores eran el propio Leopoldo, con más de la cuarta parte del capital (260 000 francos), y la AHV, con 130 000.
Aunque la finalidad del Comité, según se definía en sus estatutos, era principalmente filantrópica y científica, se hablaba ya abiertamente de fomentar el comercio y la industria en la zona. El objetivo del Comité era, primero, financiar una nueva expedición de Stanley para determinar las posibilidades de la zona; si tales posibilidades eran favorables, se proyectaba construir la línea de ferrocarril e iniciar la actividad comercial.
Stanley partió a África en enero de 1879. Desembarcó primero en Zanzíbar para reclutar el personal de la expedición, y luego continuó viaje hacia el Congo por vía marítima, a través del canal de Suez. Mientras Stanley realizaba este viaje, ocurrió algo inesperado: la AHV hizo suspensión de pagos; de sus dos gerentes, uno se había suicidado, y el paradero del otro era desconocido. Leopoldo, sin embargo, no se arredró, sino que vio en este suceso la oportunidad de tomar por completo las riendas de la empresa. Hizo una oferta a los demás accionistas del Comité, quienes aceptaron sin dudarlo, y se convirtió en el único propietario de la sociedad, que terminaría por desaparecer un año después. Para enmascarar sus propios intereses, Leopoldo fundó la Asociación Internacional del Congo, cuyo nombre estaba pensado para inducir al público a confusión con la filantrópica Asociación Internacional Africana.
Stanley llegó a la desembocadura del Congo el 14 de agosto de 1879. Leopoldo le había encargado firmar acuerdos con los principales jefes tribales de la región del Congo, para fundamentar su poder político en la región. Su plan era agrupar a todas las tribus de la zona en una unidad política, que concebía como una "Federación republicana de negros libres" —con un presidente nombrado por él mismo— para facilitar sus actividades comerciales.
A partir de 1880 Stanley firmó varios tratados con jefes locales. En un principio, en los convenios no se mencionaba la cesión de la soberanía; se trataba solo de lograr un monopolio comercial. Pero cuando, en 1882, el explorador Brazza hizo públicos en París los tratados que había firmado con varios jefes de la orilla izquierda del río, y que implicaban la cesión de la soberanía a Francia, Leopoldo modificó su estrategia. En los siguientes documentos que firmó Stanley con los jefes locales, estos traspasaban sus derechos sobre sus territorios a la Asociación Internacional del Congo "para el avance de la civilización y del comercio" Desde enero de 1884, Leopoldo empezó a referirse al conjunto de los territorios cuya soberanía reclamaba como "Estado Libre del Congo". Ya solo necesitaba que las potencias occidentales reconociesen su soberanía.

#### Reconocimiento internacional

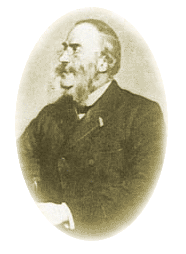
Gerson von Bleichröder, quien intervendría en favor de Leopoldo para eliminar los obstáculos de Alemania a su proyecto colonial.

Los agentes de Leopoldo trabajaron intensamente para lograr el reconocimiento internacional de sus derechos sobre el nuevo territorio. Leopoldo jugó a fondo la baza de su fama como rey filántropo, y permitió que se produjese un útil equívoco entre la antigua y altruista Asociación Internacional Africana, y la actual Asociación Internacional del Congo.
Gracias a las gestiones de Henry Shelton Stanford, antiguo embajador estadounidense en Bélgica que ahora trabajaba para Leopoldo, Estados Unidos fue el primer país que reconoció los derechos del rey Leopoldo II sobre el Congo el 22 de abril de 1884.
Más difícil fue lograr el reconocimiento por parte de las potencias coloniales, especialmente Francia y el Reino Unido, que, a diferencia de Estados Unidos, tenían intereses en la zona. Sin embargo, Leopoldo supo aprovechar el enfrentamiento entre ambos países para salirse con la suya. El Reino Unido de Gran Bretaña e Irlanda mantenía un viejo contencioso con Portugal por la zona de la desembocadura del Congo. Sin embargo, cuando, en 1882, tras las exploraciones de Brazza, Francia reclamó la propiedad de la región al oeste del río, la estrategia del Reino Unido cambió y aceptó reconocer la soberanía de Portugal sobre el territorio entre los 8.º y los 5.º 12' de latitud sur, de Ambriz a Pointe Noire, territorio que abarcaba la región de la desembocadura del Congo. El tratado anglolusitano se firmó el 26 de febrero de 1884. Sin embargo, debido a la fama de proteccionistas que tenían los portugueses, suscitó amplia repulsa, tanto en el resto de los países de Europa como en el propio Reino Unido. Se temía que los portugueses impidieran el libre comercio en la zona. La situación fue hábilmente aprovechada por Leopoldo, quien anunció que su Estado Libre gozaría de completa libertad de comercio, ganándose así el favor de la opinión pública europea.
Para lograr el reconocimiento de Francia, Leopoldo estableció, en abril de 1884, un derecho de preferencia (Droit de préference) sobre el Congo en beneficio del país galo. Esto quería decir que, en caso de que la Asociación Internacional del Congo debiese renunciar a sus posesiones, estas pasarían a ser administradas por Francia. Como resultado, Leopoldo obtuvo el apoyo tanto de Francia, que esperaba salir beneficiada a largo plazo, como de Portugal, a quien no interesaba el fracaso de la AIC pues beneficiaría a Francia, su principal rival en la zona.
Un rival inesperado surgió en la persona del canciller alemán Bismarck, decidido a que la recién nacida  Alemania tomase parte en la carrera colonial. Bismarck desconfiaba de las pretendidamente filantrópicas intenciones de Leopoldo. Sin embargo, el rey de Bélgica tenía un importante aliado en las altas esferas alemanas: Gerson von Bleichröder, el principal banquero de Bismarck. Gracias a las gestiones de Bleichröder, Bismarck accedió a reconocer las pretensiones de Leopoldo, solicitando únicamente garantías sobre la libertad de comercio.

#### Conferencia de Berlín
Se necesitaba, sin embargo, que todas las potencias europeas llegasen a un acuerdo acerca de la cuestión del Congo. Bismarck pretendía que el Congo quedase bajo control internacional, y la AIC de Leopoldo le parecía la mejor garantía de que la zona iba a estar abierta al libre comercio. Con este fin, convocó a una conferencia internacional, conocida como la Conferencia de Berlín, a la que fueron convocadas tanto las principales potencias coloniales (Reino Unido de Gran Bretaña e Irlanda, Francia, Alemania y Portugal), como otras países cuyos intereses en África eran mucho más limitados (Países Bajos, Bélgica, España y Estados Unidos). El resto de las potencias europeas fueron también invitadas, con el fin de "asegurar el consentimiento general a las resoluciones de la conferencia", según rezaba la carta de invitación enviada por Bismarck.
La conferencia se inauguró el 15 de noviembre de 1884. La Asociación Internacional del Congo de Leopoldo no fue convocada, ya que no era un estado, pero Leopoldo contó con varios aliados en la reunión. Los dos representantes de Bélgica —uno de los cuales desempeñó el cargo de secretario de la reunión— eran subordinados suyos. Además, contaba con aliados en la representación británica (el consejero legal sir Travers Twiss) y en la estadounidense (el delegado Henry Shelton Stanford —el mismo que había logrado que Estados Unidos reconociese los derechos de Leopoldo sobre el Congo— y el propio Henry Morton Stanley, que actuó como asesor técnico de la representación de Estados Unidos).

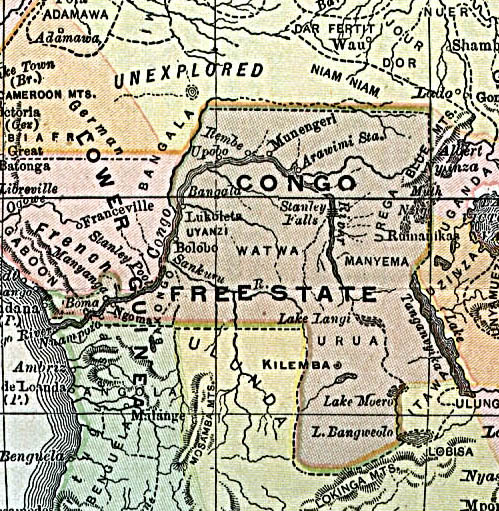
Mapa que sitúa el Estado Libre del Congo en 1890.

En la conferencia, clausurada el 26 de febrero de 1885, Leopoldo obtuvo el reconocimiento de su soberanía sobre el Estado Libre, cuyas fronteras había trazado, con ayuda de Stanley, en agosto del año anterior. La zona costera cercana a la desembocadura del Congo quedó repartida entre Francia, la AIC y Portugal. Leopoldo obtuvo el puerto de Matadi, su punto de partida para la exploración y colonización del interior. Durante el desarrollo de la Conferencia, la AIC había ido firmando acuerdos por los que otros países se comprometían a reconocer su soberanía sobre el Estado Libre del Congo. Alemania reconoció las fronteras el 8 de noviembre de 1884. Más tarde firmaron el acuerdo Francia, el 5 de febrero y Portugal, el 15 del mismo mes. Reino Unido no reconoció el nuevo estado hasta el 1 de septiembre de 1885.
Inicialmente, el Estado Libre del Congo no incluía la provincia de Katanga. No figuraba en el mapa que fue aprobado por Bismarck. Sin embargo, Leopoldo lo incluyó después, como contrapartida por ceder a Francia la región de "Niari-Kwilu", en el Bajo Congo. El nuevo mapa fue aceptado sin problemas por el resto de las potencias, con lo cual el estado, cuya extraordinaria riqueza minera era aún desconocida, pasó a formar parte de la propiedad privada de Leopoldo de Bélgica, a despecho de las posteriores pretensiones de imperialistas británicos como Cecil Rhodes o Harry Johnston. En 1887, incluso, Leopoldo intentó infructuosamente ampliar sus fronteras hacia el Nilo. Financió una fracasada expedición comandada por Stanley, con el objeto de rescatar a Emín Bajá, gobernador nombrado por las autoridades británicas del estado de Equatoria, en la zona más meridional de Sudán. El gobernador se encontraba bajo asedio por los rebeldes del Mahdi. Emín Bajá (que en realidad se llamaba Edward Schnitzer y era alemán) rechazó las propuestas para ponerse a las órdenes de Leopoldo, y los intentos expansionistas del soberano se saldaron con un sonado fracaso.

### La explotación del Estado Libre

#### La administración del territorio
Tras la Conferencia de Berlín, el rey Leopoldo se convirtió en el único propietario de un territorio que tenía 80 veces la extensión de Bélgica. El 1 de agosto de 1885 nació oficialmente el Estado Libre del Congo (État Indépendant du Congo). Leopoldo asumió el título de "rey soberano" del nuevo estado con la aprobación del Parlamento belga.
Mientras que en Bélgica Leopoldo era un monarca constitucional, en el Congo tenía todos los poderes de un rey absoluto. El gobierno central del territorio se estableció en Bruselas, con un gabinete formado por tres departamentos: Interior (Maximilien Strauch), Exteriores (Edmond Vaneetvelde) y Finanzas (Hubert Vanneuss).
La gestión del territorio se llevaba a cabo desde Bruselas. Sin embargo, se estableció la capital administrativa del Congo en la ciudad portuaria de Boma, el punto del que partían las exportaciones. En Boma residía el gobernador general del Congo, representante directo del rey (Leopoldo no viajó jamás a África). El estado se dividió en catorce distritos, que a su vez se dividían en zonas. Las zonas se dividían en sectores, y cada sector constaba de varios campamentos. De la autoridad del gobernador general dependían los comisionados, nombrados directamente por el rey, y encargados de la administración de los diferentes distritos. Estos funcionarios actuaban como una mezcla de administradores coloniales y agentes comerciales: su única misión era conseguir todo el marfil y el caucho que les fuera posible con el menor gasto.
Inicialmente existía un sistema de primas que permitía a los funcionarios doblar su salario si conseguían el suficiente marfil o caucho. Con el tiempo, este sistema fue sustituido por la llamada allocation de retraite, por la cual una gran parte del pago se realizaba al final del servicio, y solo a aquellos agentes cuya gestión el estado consideraba suficientemente satisfactoria.
A comienzos de los años 1890 el número total de funcionarios europeos era de 175. La mayoría eran belgas, pero algunos procedían de otros lugares de Europa, especialmente de los países escandinavos. La mortalidad entre los funcionarios blancos del Congo fue muy elevada: aproximadamente un tercio murieron en África durante el desempeño de sus funciones.
El Estado Libre tenía también su bandera: la misma que habían llevado la Asociación Internacional Africana y la Asociación Internacional del Congo. una estrella dorada sobre fondo azul. Irónicamente, esta estrella simbolizaba los beneficios que la civilización habría de llevar al África Central.

#### Marfil y caucho

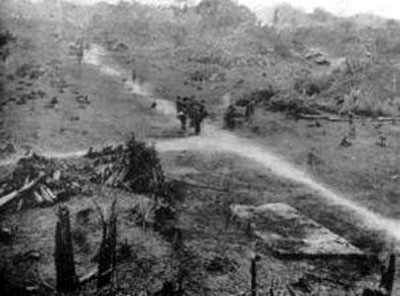
Aldea nativa arrasada para construir una carretera que comunicase con una explotación cauchera.

Cuando el Estado Libre fue reconocido por las potencias europeas, en 1885, una de las primeras medidas de Leopoldo fue declarar propiedad del estado toda la "tierra vacante". Es decir, todas las tierras no cultivadas, en las que se hallaban los principales productos de valor: el marfil y el caucho.
El territorio del Estado Libre quedó dividido en dos zonas: la zona de libre comercio (en torno a un tercio del territorio total), en la cual las empresas europeas podían obtener por concesión del estado el monopolio en el comercio de una determinada mercancía durante un período de 10 o 15 años; y el domaine privé (dominio privado), explotado directamente por los funcionarios de la administración. Más adelante, en 1893, en pleno auge del caucho, Leopoldo, deseoso de incrementar sus beneficios, creó, a expensas de la zona de libre comercio, una nueva demarcación, el llamado domaine de la Couronne (dominio de la Corona), de unos 250.000 kilómetros cuadrados. Los beneficios generados en este nuevo dominio no correspondían al estado, sino al propio monarca.
Las empresas que obtuvieron las principales concesiones monopolísticas fueron la Sociedad de Amberes de Comercio del Congo (Société Anversoise du Commerce au Congo) y la Compañía Anglo-Belga del Caucho y la Exploración (Anglo-Belgian India Rubber and Exploration Company). Leopoldo tenía una importante participación en las dos compañías, directamente o por medio de testaferros. El otro gran capitalista detrás de estas empresas era el banquero Alex de Browne de Tiège, poseedor de 1.100 de las 3.400 acciones de la Sociedad de Amberes, y de 1.000 de las 2.000 de la Compañía Anglo-Belga. De Browne era además uno de los principales acreedores del rey, que en 1894 le debía más de dos millones de francos belgas.
Los agentes coloniales en el Congo llevaron a cabo un sistemático saqueo de los recursos naturales del territorio. Acabaron con los modos de producción propios de las sociedades indígenas, especialmente con la agricultura, implantando un modelo económico basado exclusivamente en la caza y en la recolección. Se cazaban elefantes para obtener marfil y se sangraban las enredaderas del género Landolphia para obtener caucho. Para la realización de estas tareas se utilizó siempre a los nativos como mano de obra esclava. En teoría, se les pagaba por el marfil o el caucho que conseguían; el precio, sin embargo, era fijado por estado y estaba muy por debajo del valor real de la mercancía. Se forzaba a trabajar a los nativos mediante procedimientos represivos que incluían la toma de rehenes o las expediciones punitivas contra los poblados que no cumplían las expectativas de los administradores coloniales.
En un primer momento, el producto más buscado por su valor en los mercados internacionales fue el marfil. Sin embargo, el descubrimiento de las numerosas aplicaciones industriales del caucho tuvo como consecuencia una demanda creciente de este producto, especialmente desde comienzos de la década de 1890, que multiplicó los beneficios de Leopoldo y de sus socios. Hasta 1896 la economía del Estado Libre fue deficitaria, y Leopoldo tuvo que solicitar varios préstamos al Parlamento belga para sufragar sus cuantiosas inversiones. En contrapartida por estos préstamos, Leopoldo acordó legar el Estado Libre a Bélgica en su testamento. Después de 1896, sin embargo, gracias al auge internacional del caucho, el Congo se convirtió en una inagotable fuente de ingresos, cuyas verdaderas cifras se desconocen. El mismo Leopoldo se ocupó cuidadosamente de ocultarlas. Se sabe que la Anglo-Belgian, por ejemplo, obtuvo en el año 1897 unos beneficios del caucho del 700 %. Leopoldo se convirtió en uno de los hombres más ricos de Europa, con un patrimonio casi imposible de calcular. Inició varias construcciones privadas en Bélgica y adquirió numerosas propiedades inmobiliarias en la Costa Azul. Según fuentes citadas por Forbath, en el momento de su muerte (1909) la fortuna de Leopoldo ascendía a 80 millones de dólares de la época.

#### El ferrocarril Matadi-Léopoldville

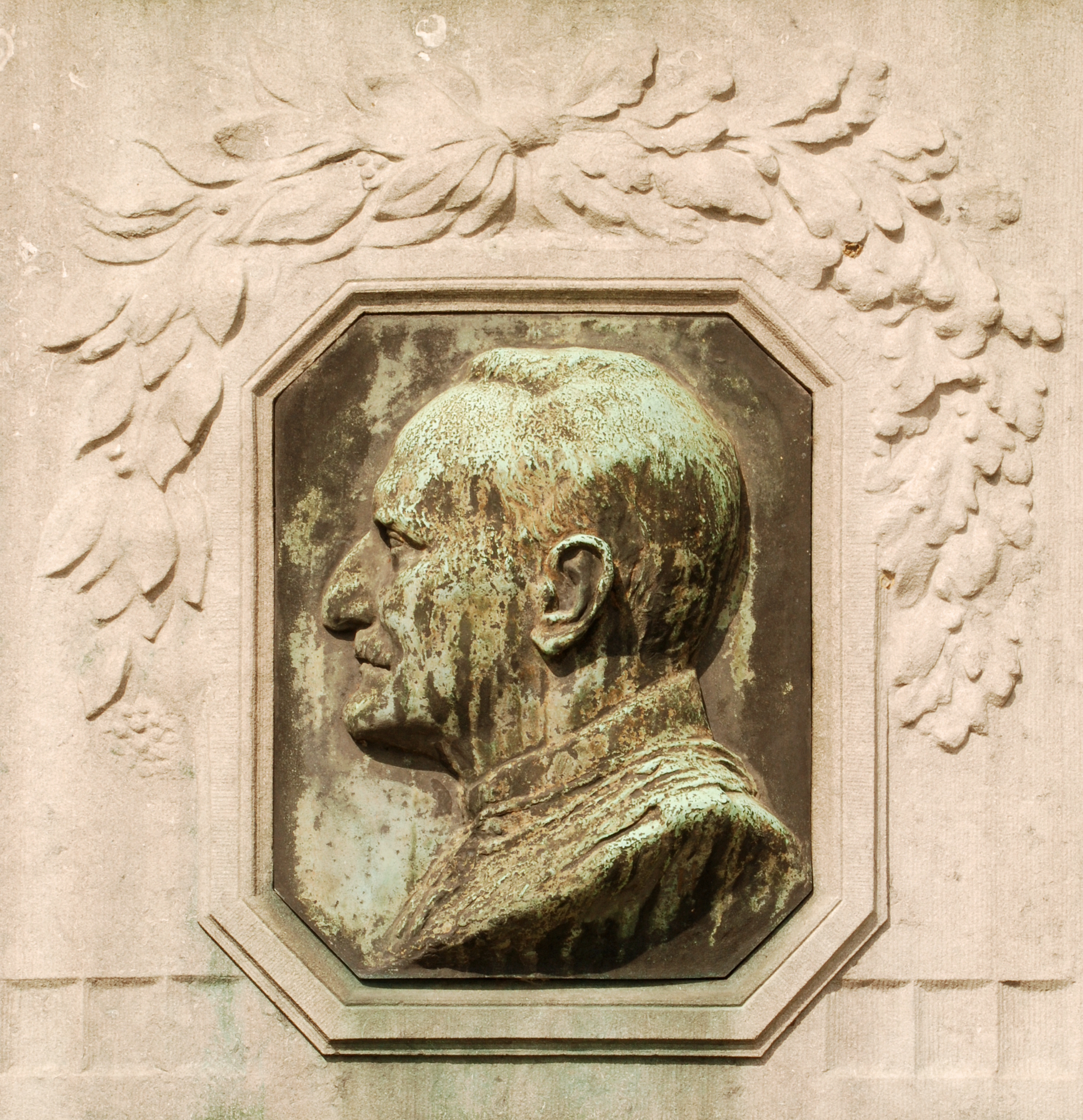
Albert Thys.

Entre Léopoldville y el puerto de Matadi, las mercancías debían ser transportadas por porteadores africanos, a causa de la infranqueable barrera para el tráfico fluvial que suponían las cataratas Livingstone. Los porteadores morían en gran número, y el transporte era lento (llevaba unas tres semanas) e ineficaz, por lo que se decidió llevar a cabo la construcción de una línea de ferrocarril. El 31 de julio de 1887 se fundaron la Compagnie du Congo pour le Commerce et l'Industrie (CCCI) y la Compagnie du Chemin de Fer du Congo (CCFC). Los trabajos, dirigidos por Albert Thys, comenzaron en 1890 y culminaron en 1898. Se calcula que las obras causaron la muerte de 1.932 seres humanos (1800 negros y 132 blancos), pero la cifra de víctimas africanas está con toda probabilidad muy por debajo de la realidad.

#### LaForce Publique
Desde principios de la década de 1880, ante la falta de población belga en disposición de trasladarse y la oposición de los partidos constitucionalistas, Leopoldo había contratado a mercenarios europeos para servir a sus intereses en el Congo. En 1888 quedaron organizados en un ejército privado denominado Force Publique ("Fuerza Pública"), que llegó a convertirse en la fuerza militar más importante de África Central. A finales de siglo constaba de unos 19.000 hombres. Todos los oficiales eran blancos y todos los soldados rasos, negros, contratados a la fuerza y obligados a servir en la Force Publique por un mínimo de siete años. Los reclutas eran a veces comprados a los jefes de sus tribus; en otras ocasiones eran simplemente secuestrados. También se destinaba con frecuencia al servicio en el ejército a los esclavos "liberados" en enfrentamientos con los mercaderes de esclavos que operaban en la zona.
La Force Publique actuaba al mismo tiempo como ejército de ocupación y como policía al servicio de las empresas comerciales. Debió hacer frente a varias sublevaciones de pueblos indígenas, que fueron reprimidas con inusitado salvajismo. Los propios soldados de la Force Publique, en su mayoría reclutados a la fuerza, se amotinaron en varias ocasiones. En 1895 un motín en la base militar de Luluabourg tuvo como consecuencia la aparición de una guerrilla rebelde que estuvo activa hasta 1908, y que se cobró las vidas de varios cientos de soldados de la Force Publique, incluyendo quince oficiales blancos. Otra rebelión, iniciada en 1897 en el nordeste del territorio, continuaba activa en 1900.
Entre 1891 y 1894 la Force Publique libró una guerra contra el poderoso comerciante de esclavos Tippu Tip, procedente de Zanzíbar, por el control de la zona oriental del Estado Libre, que se denominó "guerra contra los árabes". Gracias a la superioridad de su armamento, el ejército de Leopoldo fue capaz de imponerse, y acabó con el dominio de los esclavistas. El conflicto se cobró las vidas de un elevado número de nativos, que constituían la práctica totalidad de los efectivos de los ejércitos enfrentados. La victoria fue presentada en Europa como un triunfo en la lucha contra la esclavitud, aunque las condiciones de vida impuestas a los nativos en el Estado Libre eran a menudo peores que la esclavitud. La "Force Publique" ha sido considerada un instrumento del control político, el primer ejemplo en la historia moderna de instrumentos de exterminio étnico, utilizado por la administración colonial para el enfrentamiento entre las diversas etnias y grupos sociales del Congo, generalmente contra el grupo mayoritario kongo, favoreciendo su debilitamiento y control demográfico.

#### La represión

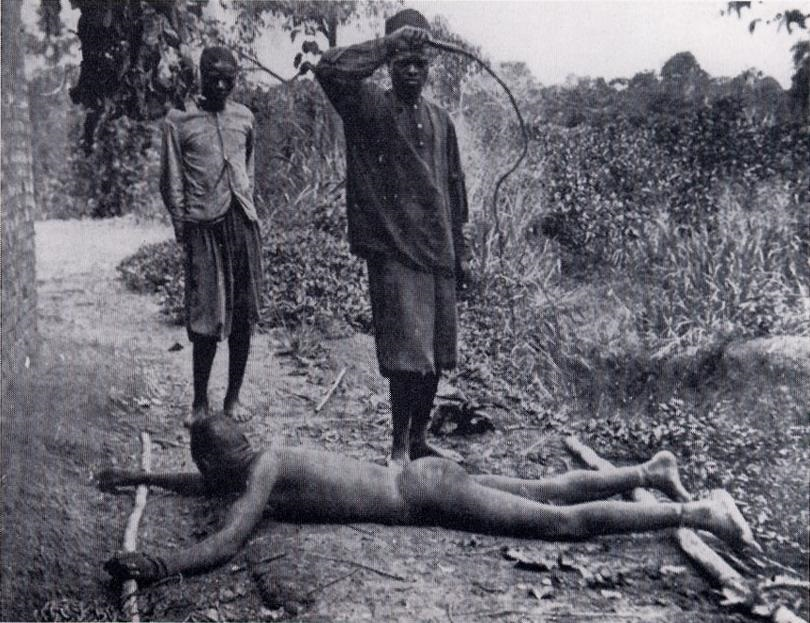
Castigo a un nativo con el chicotte.

La administración colonial a cargo del belga Alberich de Beveren-Cartier empleó sistemáticamente la violencia para obligar a trabajar a la población nativa. En la práctica, el Estado Libre del Congo funcionó como un gigantesco campo de concentración. Aunque un sistema similar se había implantado ya para forzar a los nativos a abastecerles de otros productos, la situación se agudizó cuando el caucho se convirtió en el principal objeto de la codicia de los administradores coloniales. El procedimiento habitual consistía en tomar rehenes, casi siempre mujeres y niños, que solo podían ser rescatados mediante la entrega de determinadas cantidades de caucho. Los rehenes morían con frecuencia de inanición o a causa de los malos tratos recibidos.
Como castigo por no haber cumplido las expectativas en la recolección del caucho eran frecuentes los asesinatos masivos por parte de la Force Publique. Como prueba de que estos asesinatos se habían llevado a cabo, los soldados de la Force Publique amputaban una mano a los cadáveres. En otras ocasiones se les cortaba la cabeza, o, para demostrar que los asesinados eran varones, los genitales. Las manos eran ahumadas y entregadas a los jefes de puesto como prueba de que la Force Publique había hecho su trabajo.
En ocasiones, los soldados no mataban a los nativos, sino que solo les amputaban la mano derecha, y empleaban las balas para cazar. Varias fotografías de la época documentan estas mutilaciones.
Además de las matanzas, se empleaban asiduamente castigos físicos contra la población nativa. El instrumento de uso más extendido era la llamada chicotte, una especie de látigo que desgarraba las carnes del reo. Las primeras noticias de su uso se remontan a 1888. Este castigo se aplicaba incluso a niños, y eran frecuentes las muertes por su empleo. El uso de la chicotte perduró durante la administración belga del Congo y no fue abolido hasta 1959, en vísperas de la independencia.
La Iglesia católica apoyó inequívocamente el régimen colonial. Fueron establecidas varias colonias infantiles regidas por sacerdotes católicos, destinadas presuntamente a huérfanos (en la práctica, se trataba de niños traídos a la fuerza por la Force Publique tras sus incursiones en las aldeas; muchos de ellos eran realmente huérfanos, pero a causa del ejército colonial). El objeto de estas colonias era formar súbditos fieles, y muchos de los niños allí educados eran destinados a engrosar las filas de la Force Publique. En las colonias, se utilizaban frecuentemente castigos físicos, incluida la chicotte, y la mortalidad era muy elevada.

### Las voces críticas

#### George W. Williams
La primera voz que se alzó contra los excesos de la administración de Leopoldo fue la del estadounidense de raza negra George W. Williams. Williams, autor de un libro titulado Historia de la raza negra en América, era un conocido defensor de los derechos de los negros de Estados Unidos. Atraído por la fama de rey filántropo de que gozaba Leopoldo, Williams creyó que en el Congo los negros de Estados Unidos podrían hallar mejores condiciones de vida que en su propio país. En 1890, pese a los impedimentos que le puso Leopoldo, viajó al Congo, donde pasó seis meses, recorriendo el río desde su desembocadura hasta las cataratas Stanley.
El resultado de su periplo por el Congo fue una Carta abierta. al rey de los belgas, un panfleto que fue publicado el mismo año 1890 y ampliamente distribuido en Europa y Estados Unidos. En ese documento, Williams denunciaba los métodos de la administración colonial. Según reveló Williams, los enviados de Leopoldo habían adquirido su tierra a los nativos mediante engaños, aplicaban castigos indiscriminados e incluso mataban nativos por deporte. Williams denunciaba incluso a Leopoldo, que el año anterior había convocado en Bruselas una Conferencia Antiesclavista. como tratante de esclavos.
Tras la Carta abierta, Williams redactó un nuevo documento, dirigido al presidente de los Estados Unidos, Benjamin Harrison, titulado Un informe sobre el Estado y el País del Congo para el presidente de la República de los Estados Unidos de América. en el que repetía sus acusaciones e instaba al presidente a poner fin a la situación.
Las acusaciones de Williams causaron un escándalo en Europa. Sin embargo, Leopoldo organizó rápidamente una campaña para desacreditar al disidente, aprovechando que éste se había atribuido el rango militar de coronel, que nunca había alcanzado en realidad. Para refutar las acusaciones de Williams, los principales funcionarios del Estado Libre publicaron un informe que mostraba un panorama muy diferente. Varios testigos afirmaron que Williams mentía, y que su opúsculo no era más que parte de una campaña orquestada por intereses económicos enemigos de la existencia del Estado Libre.
Afortunadamente para Leopoldo, George W. Williams falleció en agosto de 1891. El eco del escándalo fue desapareciendo, y el rey pudo continuar realizando sus "negocios" ante la indiferencia del resto del mundo.

#### Joseph Conrad
En 1890, el escritor polaco Joseph Conrad remontó el río Congo desde el lago Stanley a las cataratas de Stanley como segundo oficial de un vapor. Fruto de esta experiencia fue una de las novelas cortas más conocidas del siglo XX, El corazón de las tinieblas, publicada en 1902. Aunque la novela no tiene como intención principal criticar la situación en el Congo, ofrece un cuadro bastante verídico de los atropellos llevados a cabo por los funcionarios blancos encargados de la recolección del marfil y el caucho. El siniestro personaje de Kurtz pudo estar basado en alguno de los funcionarios que Conrad conoció en su viaje por el Congo.
Con posterioridad a la publicación de su obra, Conrad mostró su adhesión al movimiento para la reforma del Congo en una carta dirigida a Roger Casement, fechada el 21 de diciembre de 1903. La carta se publicó en 1904 en un libro de Edmund Dene Morel, King Leopold's Rule in Africa, y en ella se pone en evidencia la oposición frontal de Conrad al régimen establecido en el Congo, en el que, según sus palabras, "la crueldad sistemática hacia los negros es la base de la administración".

#### Morel y Casement: la Asociación para la Reforma del Congo
En los últimos años de la década de 1890, Edmund Dene Morel, representante en Bélgica de la compañía naviera con sede en Liverpool Elder Dempster, cuyos barcos hacían la ruta del Congo, descubrió que, en tanto que los navíos procedentes del Estado Libre llegaban abarrotados de mercancías, los que partían de Bélgica apenas transportaban objetos de valor y sí, en cambio, una gran cantidad de armas. Sin haber viajado nunca al Congo, Morel dedujo cuál era la situación: en palabras suyas, "sólo unos trabajos forzados continuos y aterradores podían explicar beneficios tan inauditos". Al intentar difundir su descubrimiento, chocó con la censura. En 1901 abandonó su trabajo y decidió dedicarse a explicar al mundo la situación del Congo, para lo cual fundó su propia publicación, el West African Mail.
Con el tiempo, Morel encontraría un valioso aliado en la persona del cónsul británico en el Estado Libre, Roger Casement. En 1903, a requerimiento de su gobierno, Casement realizó un viaje de seis meses por el interior del Congo para descubrir qué había de cierto en los rumores cada vez más extendidos sobre las atrocidades que se estaban llevando a cabo por parte de la administración del monarca belga. El informe de Casement se publicó en 1904, a pesar de las presiones de Leopoldo para evitarlo. El informe constataba que se estaban llevando a cabo crímenes terribles, e incluía las declaraciones de varios testigos.
En 1904, Morel y Casement fundaron la Asociación para la Reforma del Congo, consagrada a difundir, tanto a través de la prensa como mediante conferencias, la situación en el territorio africano. La asociación ganó pronto numerosos adeptos tanto en Estados Unidos como en Inglaterra, y contó con la colaboración de destacados intelectuales. Mark Twain escribió un panfleto irónico que tituló El soliloquio del rey Leopoldo. Arthur Conan Doyle, el creador de Sherlock Holmes, participó también activamente en la campaña, compareciendo en varias conferencias junto a Morel, y publicando el libro El crimen del Congo. La Asociación permaneció activa hasta después de la cesión del Congo a Bélgica y no se disolvió sino en 1913.

#### Los misioneros protestantes
Los misioneros protestantes jugaron un papel fundamental en la divulgación de las atrocidades cometidas en el Congo. Procedían, en su mayoría, de los Estados Unidos, el Reino Unido y Suecia. Un misionero baptista sueco, E. V. Sjöblom, publicó en la prensa de su país una contundente denuncia de la explotación de los nativos.
En 1908 el misionero presbiteriano estadounidense de raza negra William Sheppard fue demandado por libelo cuando publicó, en un boletín destinado al público estadounidense, un artículo denunciando la represión colonial. Defendido, a instancias de Morel, por el abogado y político belga Émile Vandervelde, en un juicio que gozó de la atención de la opinión pública occidental, Sheppard fue finalmente declarado inocente poco antes de la cesión del Congo a Bélgica.

#### El fin del Estado Libre

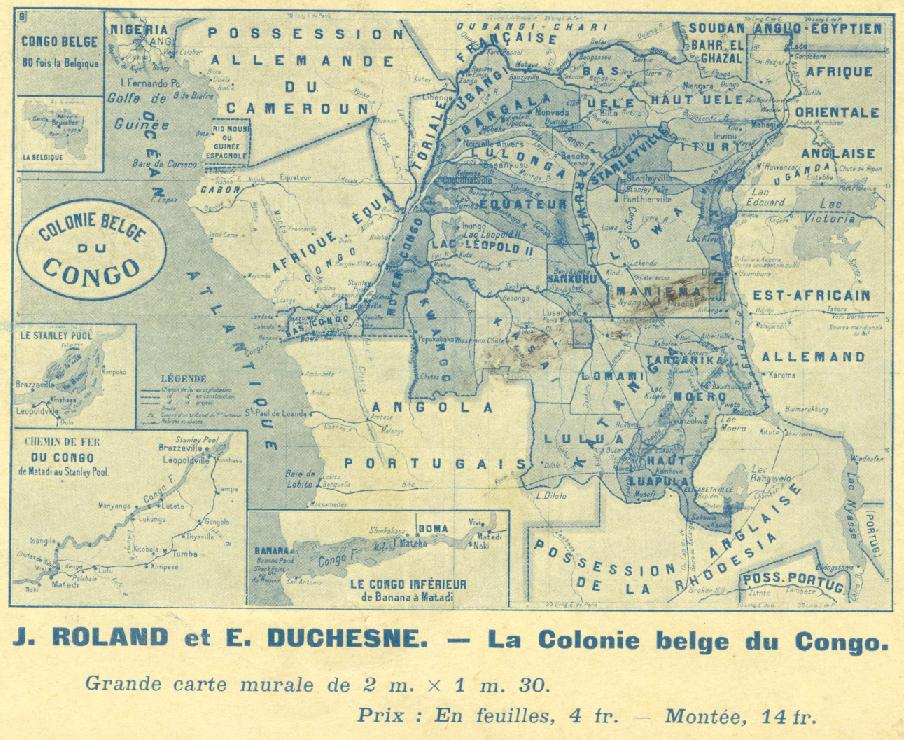
El territorio del Estado Libre del Congo (mapa realizado en 1914, con posterioridad a la cesión del Congo a Bélgica).

Leopoldo intentó neutralizar el informe de Casement creando su propia comisión de investigación. Neutral en apariencia, estaba formada por tres jueces: un belga, un suizo y un italiano. El italiano era Giacomo Nisco, juez del tribunal supremo del Estado Libre; según parece, Leopoldo contaba con su lealtad para influir en la opinión de los otros dos miembros de la comisión.
Sin embargo, en 1905, tras varios meses de investigación, la comisión publicó un informe que corroboraba los abusos que habían sido denunciados por Casement. Leopoldo, sin embargo, logró eludir el escándalo enviando a la prensa un resumen del informe que falseaba las conclusiones del mismo.
Leopoldo trató de contraatacar con todos los medios a su alcance. Publicó varios folletos, y durante años pagó a varios periódicos europeos para que secundaran sus intereses. Sin embargo, no pudo evitar que la opinión pública de todo el mundo, incluida Bélgica, mostrase una clara oposición a que mantuviera su propiedad sobre el territorio africano.
En 1906 era ya evidente que Leopoldo debía renunciar a su dominio sobre el territorio del Congo. Durante dos años se negoció la cesión del Congo a Bélgica. Leopoldo impuso una serie de condiciones: el estado belga debía asumir la deuda del Congo, que ascendía a unos 110 millones de francos; debía sufragar varios proyectos de construcción que el rey había emprendido en Bélgica, por valor de 45,5 millones de francos; y se obligaba además a pagar a Leopoldo otros 50 millones en gratitud por los "sacrificios" realizados por él en favor del Congo. El Congo pasó oficialmente a depender de la administración de Bélgica el 15 de noviembre de 1908.
No fue un mal negocio para Leopoldo. Para entonces, la producción de caucho en el sudeste de Asia y Sudamérica había hecho bajar tanto los precios que la recolección del caucho africano había dejado de ser un negocio lucrativo.
Leopoldo murió un año después, el 17 de diciembre de 1909. La cesión a Bélgica del Congo no implicó el final del sistema represivo que él había instaurado en el territorio, que se prolongó, apenas suavizado, durante el período de la administración belga. Aunque el caucho dejó de ser la principal exportación del Congo, pronto se hallaron nuevas riquezas naturales, especialmente en Katanga: el sistema de trabajos forzados se empleó, con medidas represivas que incluían el uso de la chicotte, en las minas de cobre, oro y estaño. Se calcula que solo en las minas de cobre y las fundiciones de Katanga murieron entre 1911 y 1918 unos 5.000 obreros nativos. La Force Publique continuó durante la administración belga, con métodos de reclutamiento muy similares, y durante la Primera Guerra Mundial sufrió numerosas bajas en sus enfrentamientos con las tropas del África Oriental Alemana (actual Tanzania).

## Las víctimas

### Las cifras
No existe forma de evaluar con cierto grado de credibilidad el número de víctimas durante la existencia del Estado Libre. Las cifras solo pueden ser orientativas. El profesor Jan Vansina, de la Universidad de Wisconsin, antropólogo y etnógrafo que ha estudiado con detenimiento la población de la zona, afirmó que entre 1880 y 1920 la población del Congo se redujo «por lo menos a la mitad».
Según Jim Zwick, cuando Stanley llegó por primera vez a la cuenca del Congo comprobó que las zonas ribereñas estaban densamente pobladas, y calculó la población total en unos cuarenta millones de habitantes. Parece una cifra muy exagerada. Los cálculos de otros viajeros de la época oscilan entre los 20 y los 30 millones de habitantes. Forbath da la cifra de 15 000 000.
El primer censo fue realizado en 1911, tras el final del Estado Libre. Aunque no se hizo público, es conocido a través de fuentes diplomáticas británicas. Según este censo, en 1911, tras veinte años de matanzas y de indiscriminado saqueo, la población del Congo era de solo 8 500 000 personas. Zwick considera que una cifra de 10 000 000 de víctimas mortales durante el dominio de Leopoldo puede acercarse bastante a la realidad. Esta cifra coincide con la que proporciona Adam Hochschild. Forbath, en cambio, considera más ajustada a la realidad la de 5 000 000 de muertos.
Sin embargo, diversos historiadores argumentan contra esta cifra debido a la ausencia de censos fiables, a la enorme mortalidad de las enfermedades como la viruela o la enfermedad del sueño y al hecho de que solo había 175 agentes administrativos a cargo de la explotación de caucho.
No obstante el elevadísimo número de víctimas, desde un punto de vista técnico-jurídico no es posible hablar de genocidio, dado que no existió voluntad de exterminar un determinado grupo étnico. Hay, no obstante, quienes emplean el término para referirse a las masacres que tuvieron lugar en el Estado Libre, e incluso se presentó una moción, el 26 de mayo de 2006, en el Parlamento británico, para que las matanzas del Congo fuesen tipificadas como genocidio y para solicitar al gobierno belga que pidiera disculpas públicas al pueblo congoleño.

### Las causas
Solo una parte, imposible de cuantificar con exactitud, del número total de víctimas se debió a los asesinatos masivos llevados a cabo por la administración colonial. No obstante, estos asesinatos fueron bastante frecuentes. Solían producirse cuando un determinado poblado no entregaba la cuota de caucho estipulada. Hochschild. cita varios ejemplos de asesinatos en masa documentados a través de la prensa de la época, de los testimonios de los misioneros o de los propios diarios o correspondencia de los oficiales blancos de la Force Publique encargados de llevar a cabo las ejecuciones.
La represión llevada a cabo por la Force Publique tenía además otros efectos. Entre los rehenes (generalmente mujeres y niños) retenidos para forzar el trabajo de los hombres de los poblados existía una mortalidad muy elevada, debido a las penosas condiciones de su confinamiento. Otros muchos indígenas fallecieron de inanición debido a que los soldados incendiaban los cultivos que les servían como medio de subsistencia, o al abandonarlos ellos mismos para escapar a la represión.
A la mortalidad provocada por estas causas hay que unir la causada por las enfermedades, especialmente por la viruela y la enfermedad del sueño. El efecto de estas enfermedades se vio sin duda multiplicado por las penosas circunstancias que tuvieron que afrontar las poblaciones nativas. Además, los movimientos de población causados por las acciones represivas de la Force Publique facilitaron la difusión de estas epidemias.
Un último factor que debe tenerse en cuenta es el descenso de la natalidad que se produjo como consecuencia directa de las matanzas, del trabajo forzado de gran parte de la población masculina y de las terribles dificultades que las etnias indígenas debieron afrontar.

### El olvido

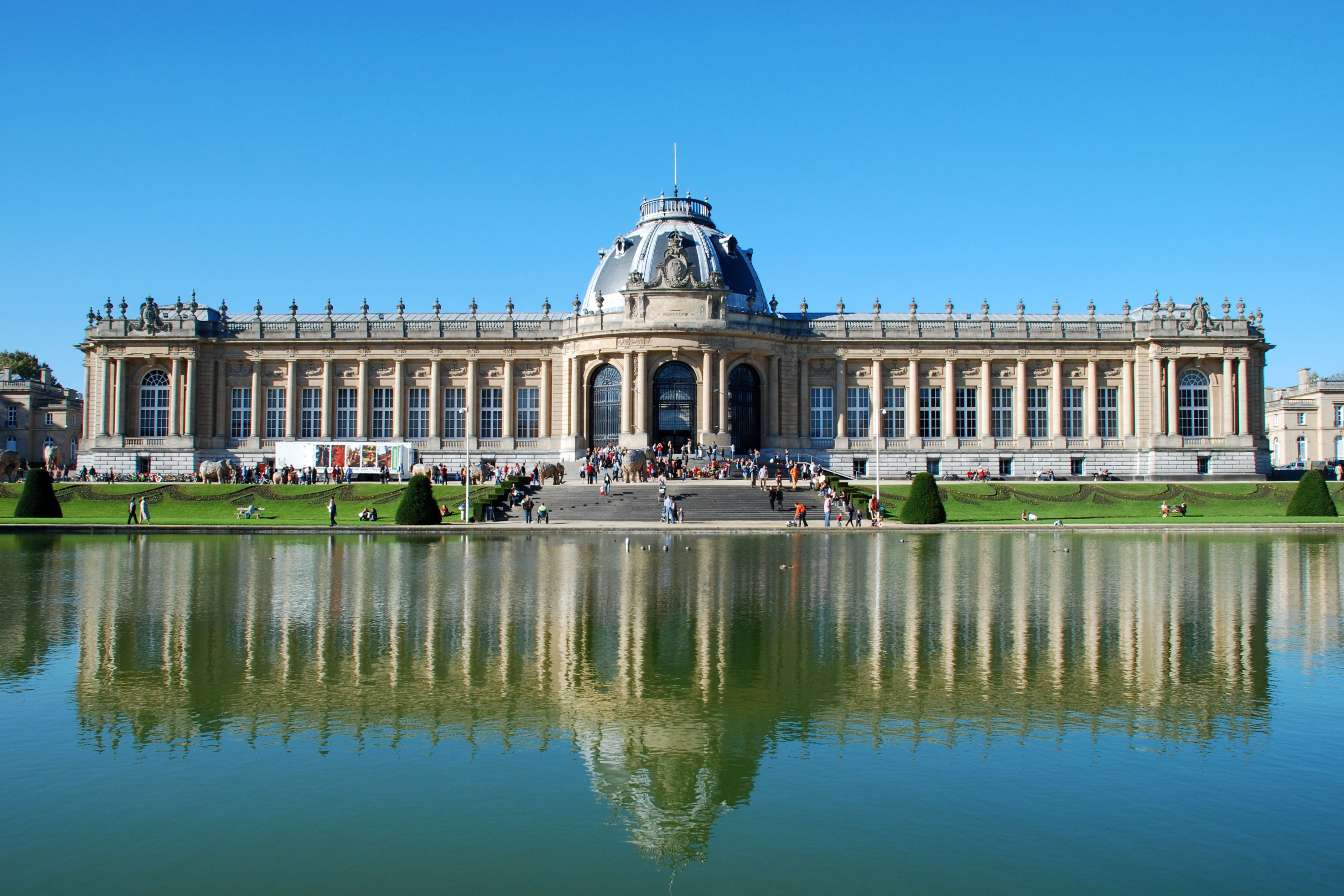
Museo real de África central, en Tervuren.

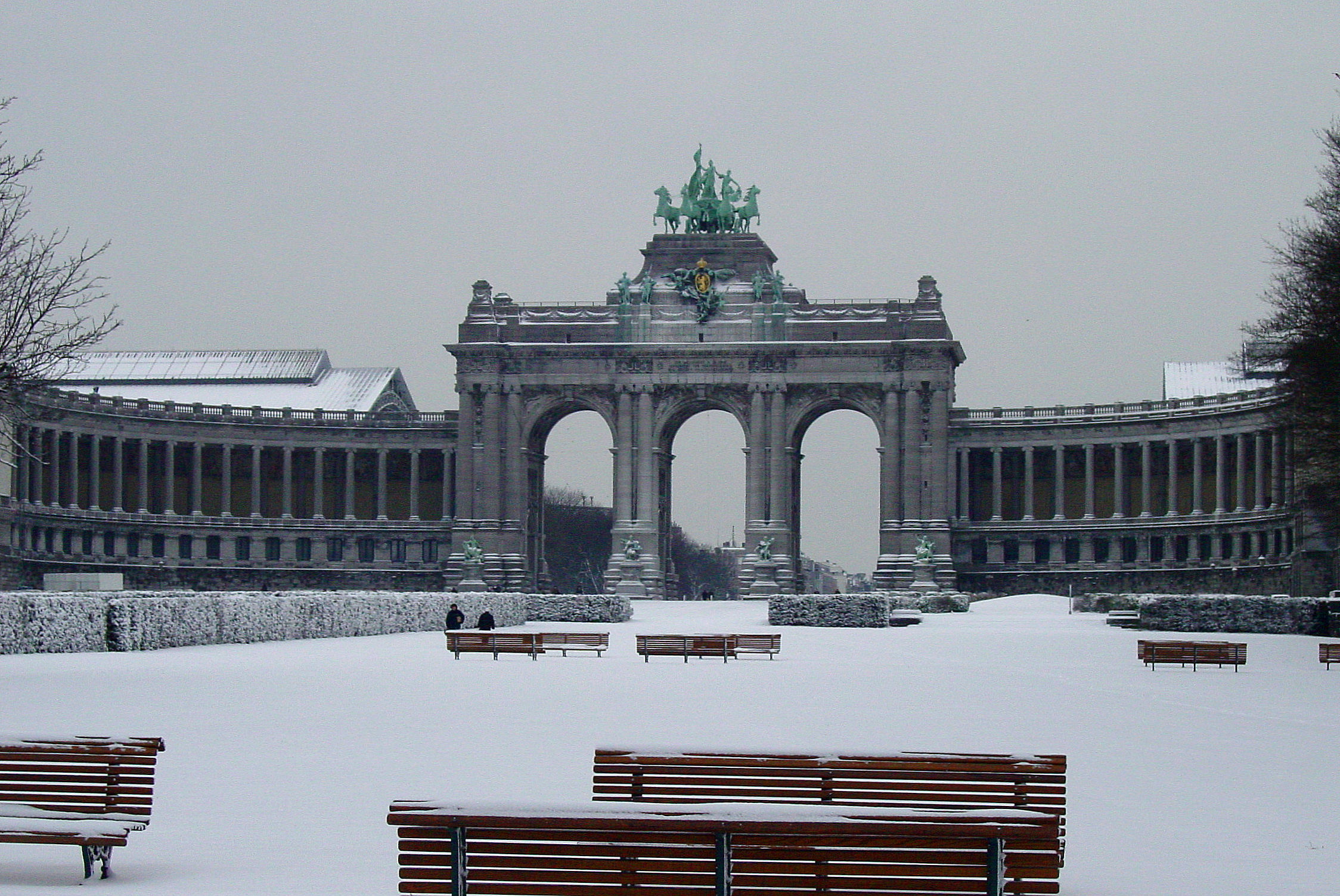
Arco del Cincuentenario.

En Tervuren, en las afueras de Bruselas, se encuentra el museo real de África central, que posee una de las colecciones de arte y objetos africanos más importantes del mundo. Este museo, sin embargo, no alberga recuerdo alguno de las terribles matanzas que se llevaron a cabo en el Estado Libre. En 2005 se realizó en el museo la exposición La mémoire du Congo, donde solo parcialmente se reconocían los numerosos crímenes coloniales, y se destacaban los aspectos positivos de la colonización. La exposición fue duramente criticada. Tampoco existe ningún monumento en Bélgica que recuerde a las víctimas, ni propósito alguno de llevarlo a cabo. Según el historiador Jules Marchal, «los belgas no conocen, en efecto, los crímenes que tuvieron lugar en el Congo. Se imaginan que su sistema colonial era el mejor de África. Aunque lo contrario parece mucho más cierto...».
Puede decirse, de hecho, que la única huella en Bélgica de la época en que su monarca administró el Estado Libre se encuentra en las numerosas construcciones sufragadas por Leopoldo con el fruto de sus "negocios" africanos. Entre ellas se encuentra el llamado Arco del Cincuentenario, que un parlamentario de la oposición bautizó como "Arco de las Manos Cortadas", así como la avenida de Tervuren, construida con motivo de la Exposición Universal de Bruselas, en 1897, para que los belgas pudieran visitar, entre otras cosas, el zoo humano que se instaló en Tervuren. Leopoldo desarrolló también una importante actividad constructiva en otras ciudades belgas, como Ostende y Laeken. Nada en estos monumentos recuerda el modo en que se obtuvo el dinero necesario para erigirlos.
Gran parte de los documentos relativos a la administración del Estado Libre fueron arrojados al fuego por orden de Leopoldo en 1908, poco antes de la cesión del territorio a Bélgica. Los que sobrevivieron estuvieron clasificados como secretos hasta la década de 1980. El primer historiador que pudo consultar estos documentos fue el exdiplomático belga Jules Marchal. Fruto de sus investigaciones se han publicado varios libros acerca de la historia del Estado Libre.

## Canibalismo

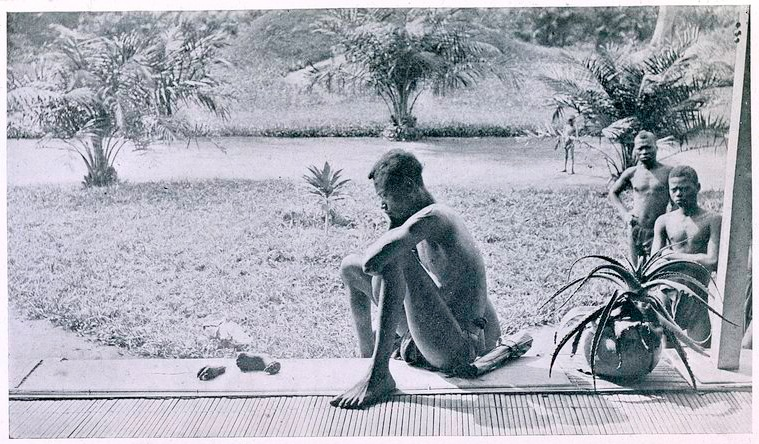
Un hombre congoleño, Nsala, mira la mano y el pie cortados de su hija de cinco años, que fue asesinada, cocinada y devorada por miembros de la Force Publique en 1904.

El canibalismo estaba muy extendido en algunas partes del Estado Libre cuando se estableció el Estado, y la administración colonial parece haber hecho poco para reprimirlo, a veces más bien lo toleraba entre sus propias tropas auxiliares y aliados. Durante la guerra árabe del Congo, hubo informes de canibalismo generalizado de los cuerpos de los combatientes derrotados por parte de los aliados batetela del comandante belga Francis Dhanis. Según el oficial médico de Dhanis, el capitán Sidney Langford Hinde, la conquista de Nyangwe fue seguida por «días de banquetes caníbales» durante los cuales se comieron a cientos de personas, y solo se guardaron sus cabezas como recuerdo. Durante ese tiempo, Gongo Lutete, el líder de los batetela, «se escondió en su cuartel, horrorizado por la visión de miles de hombres que fumaban manos y chuletas humanas en sus fogatas, suficientes para alimentar a su ejército durante muchos días».
Poco después, la población superviviente de Nyangwe se alzó en una rebelión, durante cuya brutal represión el nuevo gobierno mató a mil alborotadores. Un joven oficial belga escribió a su casa: «Afortunadamente, los hombres de Gongo ... se los comieron [en pocas horas]. Es horrible, pero sumamente útil e higiénico ... ¡Me habría horrorizado la idea en Europa! Pero aquí me parece bastante natural. No muestres esta carta a ningún indiscreto». Hinde también comentó con aprobación la minuciosidad con la que los caníbales «eliminaron a todos los muertos, sin dejar nada ni siquiera para los chacales, y así nos salvaron, sin duda, de muchas epidemias».
Al enviar «expediciones punitivas» contra aldeas que no querían o no podían cumplir con la exorbitante cuota de caucho del gobierno, los funcionarios del Estado Libre hicieron la vista gorda repetidamente tanto ante los asesinatos arbitrarios de los considerados culpables como ante los «festines caníbales» celebrados por los soldados nativos que a veces seguían. En varios casos incluso entregaron cautivos, incluidos bebés y ancianas, a sus soldados o aliados locales, implícita o incluso explícitamente permitiéndoles matarlos y comérselos. Particularmente infames fueron los grupos de combatientes Songye «conocidos como Zappo Zaps por el sonido de sus rifles» y empleados por el Estado Libre para hacer cumplir sus políticas fiscales: «Siempre que un pueblo no producía suficiente caucho, estos hombres atacaban, violaban y se comían a sus víctimas antes de cortarles las manos» (para demostrar el éxito de sus operaciones).
En general, la mayoría de los funcionarios del Estado Libre parecen haber tenido poco interés en detener las costumbres caníbales. Uno de ellos, Guy Burrows, escribió que cuando estaba destinado cerca del río Mongala, él y sus colegas «eran muy conscientes de que se estaban vendiendo decenas de esclavos para abastecer de carne a la gente del otro lado del río», pero que (para su pesar) ni el Estado ni las empresas privadas activas en la zona hicieron nada para reprimir este comercio mortal «de esclavos para el matadero», centrándose en cambio por completo en la rentable extracción de caucho.
De manera similar, un misionero alemán informó sobre un comercio abierto de esclavos masculinos y femeninos destinados al consumo cerca de la desembocadura del río Aruwimi. Dos veces por semana, las nuevas víctimas entregadas en canoas eran «atadas a postes [en el río], con los tobillos dislocados y metidos hasta la cabeza en el agua. Después de cuatro días su carne estaba tierna para la cocina y eran sacrificados». El Estado Libre finalmente intervino para reprimir esta operación y ejecutar al comerciante responsable, pero recién en 1906, más de 20 años después de su fundación. Incluso después, los esclavos seguían siendo ofrecidos abiertamente para comer, y los vendedores de niños esclavos señalaban el valor de «su carne» cuando intentaban negociar un buen precio.
En otra ocasión, mientras estaba destinado en Riba-Riba (hoy Lokandu) en la región oriental de Maniema, Burrows rescató a un joven esclavo de convertirse en la «pièce de résistance» de un banquete planeado por su amo. Este último no solo admitió abiertamente el plan, sino que no vio nada malo en él. Resultó que el cabo local también estaba al tanto del banquete planeado, pero no lo había considerado digno de mencionar porque «lo mismo había ocurrido a menudo en los pueblos vecinos, y los hombres blancos en el puesto nunca se habían molestado en ello». De hecho, «algunos oficiales europeos» que trabajaban para el Estado Libre «desarrollaron un gusto por la carne humana», según Forbath.

## Relaciones contemporáneas entre el Congo y Bélgica

### Solicitudes de descolonización del espacio público

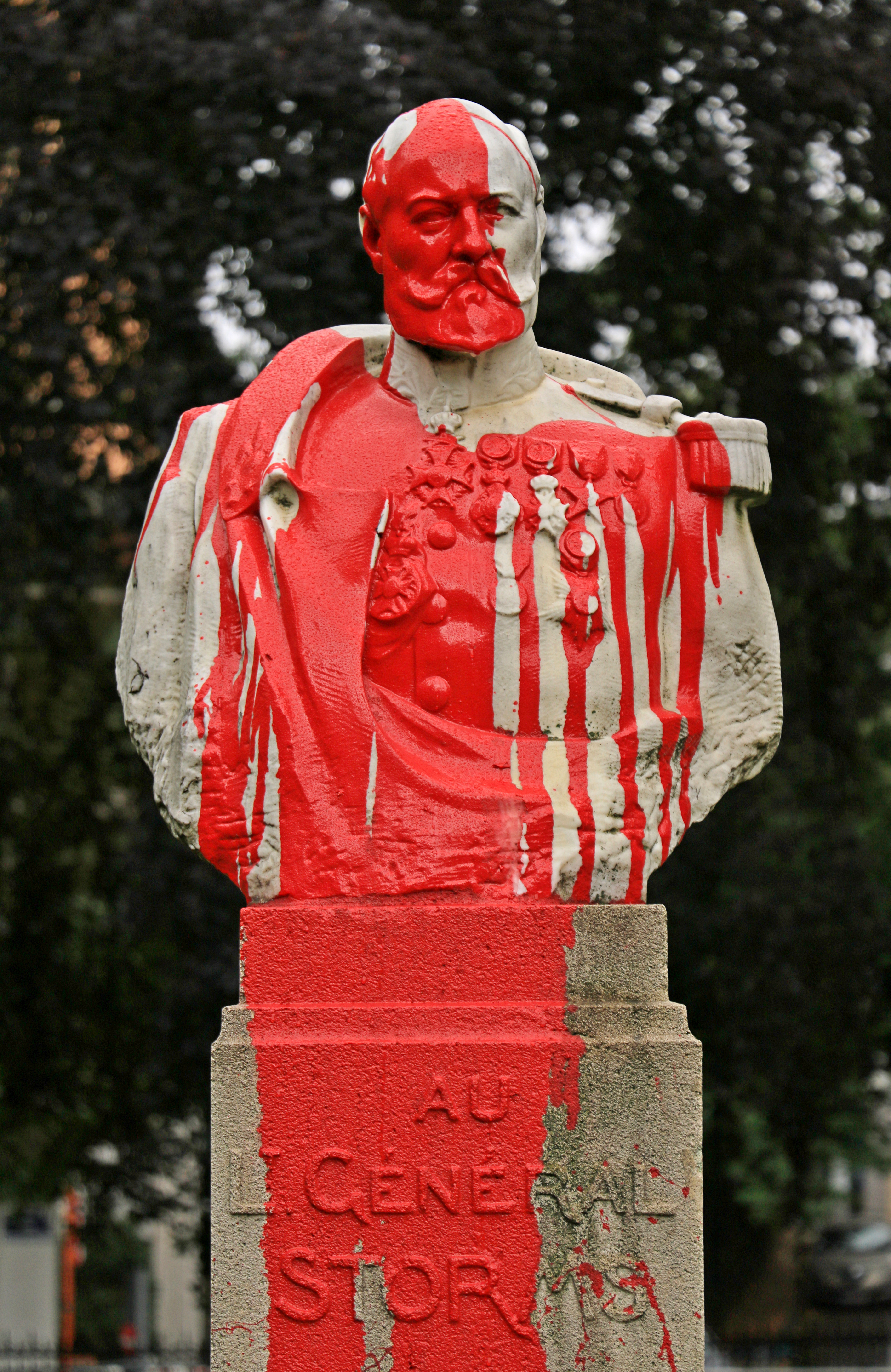
El Monumento al General Storms en Bruselas rociado con pintura roja.

Hay muchos monumentos en Bélgica que glorifican el pasado colonial belga. La mayoría de ellos datan del período de entreguerras, en el apogeo de la propaganda patriótica.
Ha habido varias propuestas para retirar las estatuas del espacio público. Estas reivindicaciones de descolonización del espacio público aparecen en Bélgica ya en 2004 en Ostende, donde la mano de uno de los "congoleños agradecidos" representados en el monumento de Leopoldo II es cortada para denunciar las exacciones del rey en el Congo, y ya en 2008 en Bruselas, donde un activista llamado Théophile de Giraud cubre la estatua ecuestre de Leopoldo II con pintura roja.
Estas acciones se intensificaron durante los años 2010 con la aparición de grupos de acción, la publicación de artículos en los periódicos y, finalmente, el asunto del busto del "General Tormenta".
El punto culminante se alcanza en 2020 a raíz de las manifestaciones contra el racismo y la violencia policial tras la muerte de George Floyd, asesinado por la policía el 25 de mayo de 2020 en Mineápolis (Estados Unidos). El 4 de junio de 2020, los partidos mayoritarios de la Región de Bruselas-Capital presentaron una resolución destinada a descolonizar el espacio público de la región de Bruselas y luego iniciaron una ola de vandalismo contra estatuas, como las estatuas de Leopoldo II en la Universidad de Mons, Ekeren, Bruselas, Auderghem, Ixelles y Arlon, del general Storms o el busto del rey Balduino frente a la catedral de los Santos Miguel y Gudule en Bruselas.

### Lamentaciones reales
El 30 de junio de 2020, el Rey Felipe expresó su pesar por el reinado de Leopoldo II y luego de Bélgica en el Congo en una carta al Presidente del Congo.
- Persistencia de los monumentos coloniales en el espacio público

"Persistencia
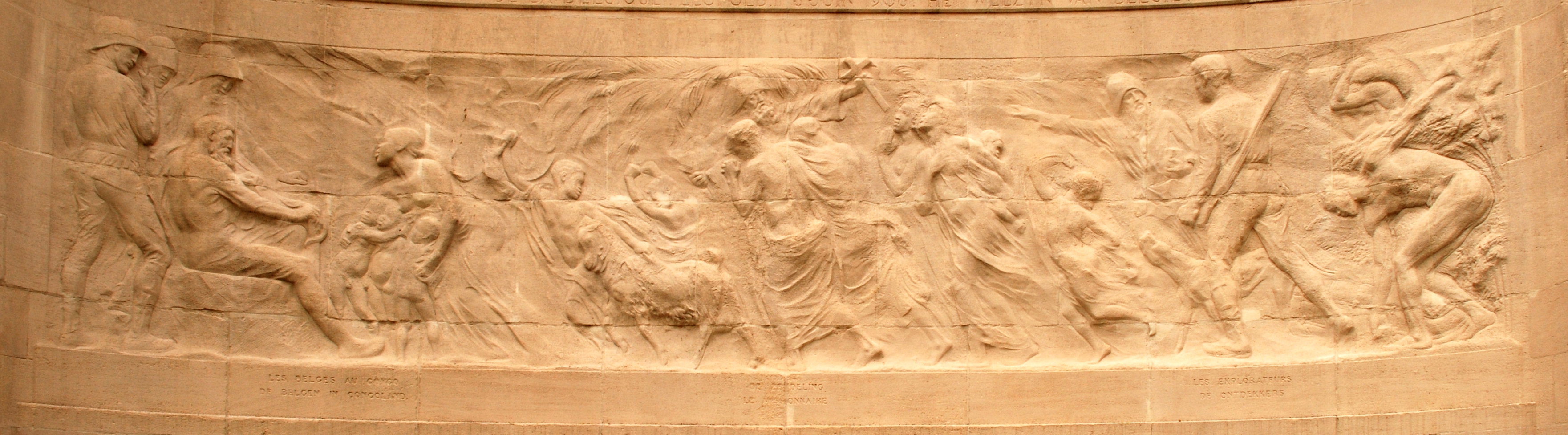
Friso « Los belgas en el Congo » (Monumento a los pioneros belgas en el Congo, Parque del Cincuentenario, Bruselas).
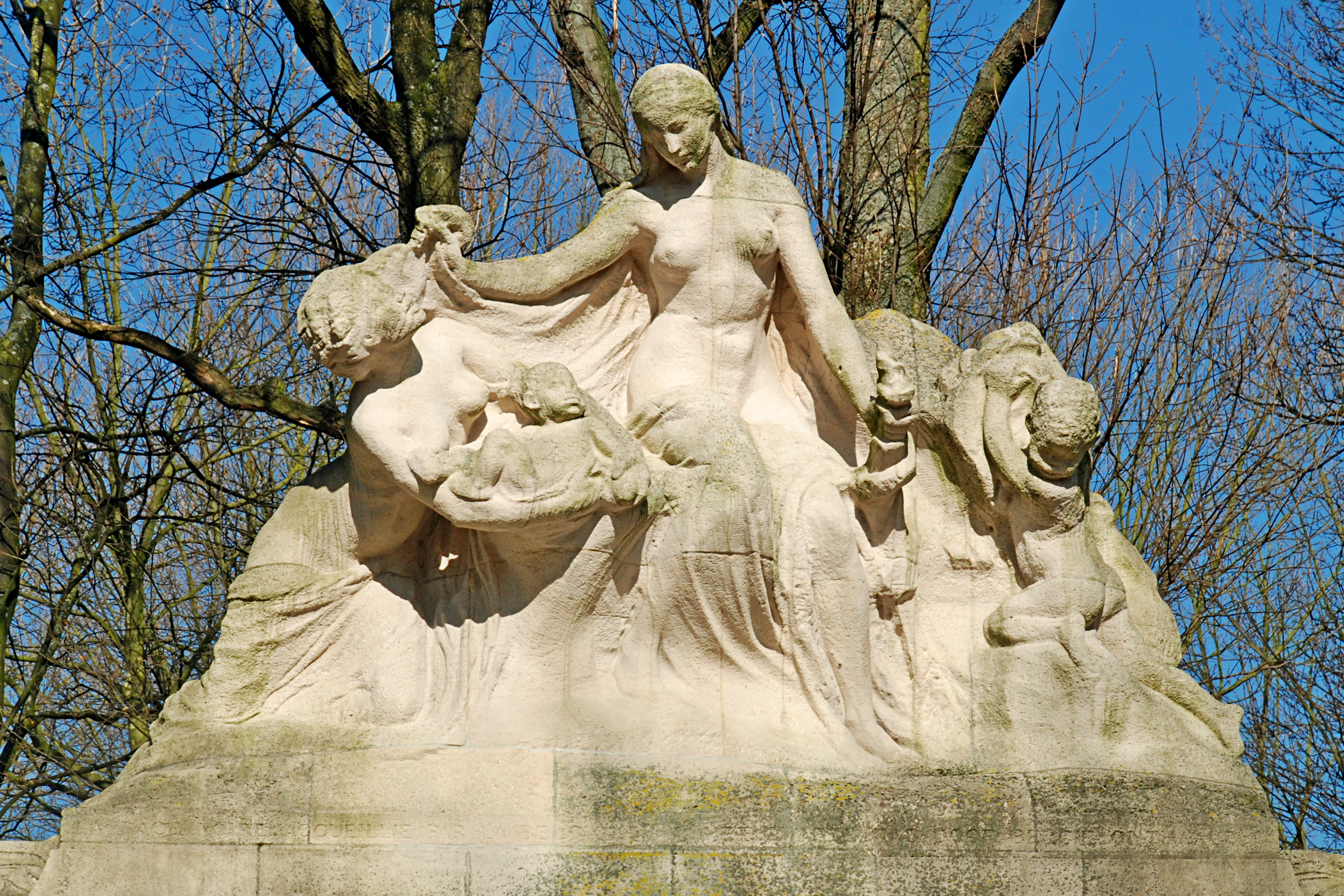
« La raza negra acogida por Bélgica » (Monumento a los pioneros belgas en el Congo, Cincuentenario, Bruselas).
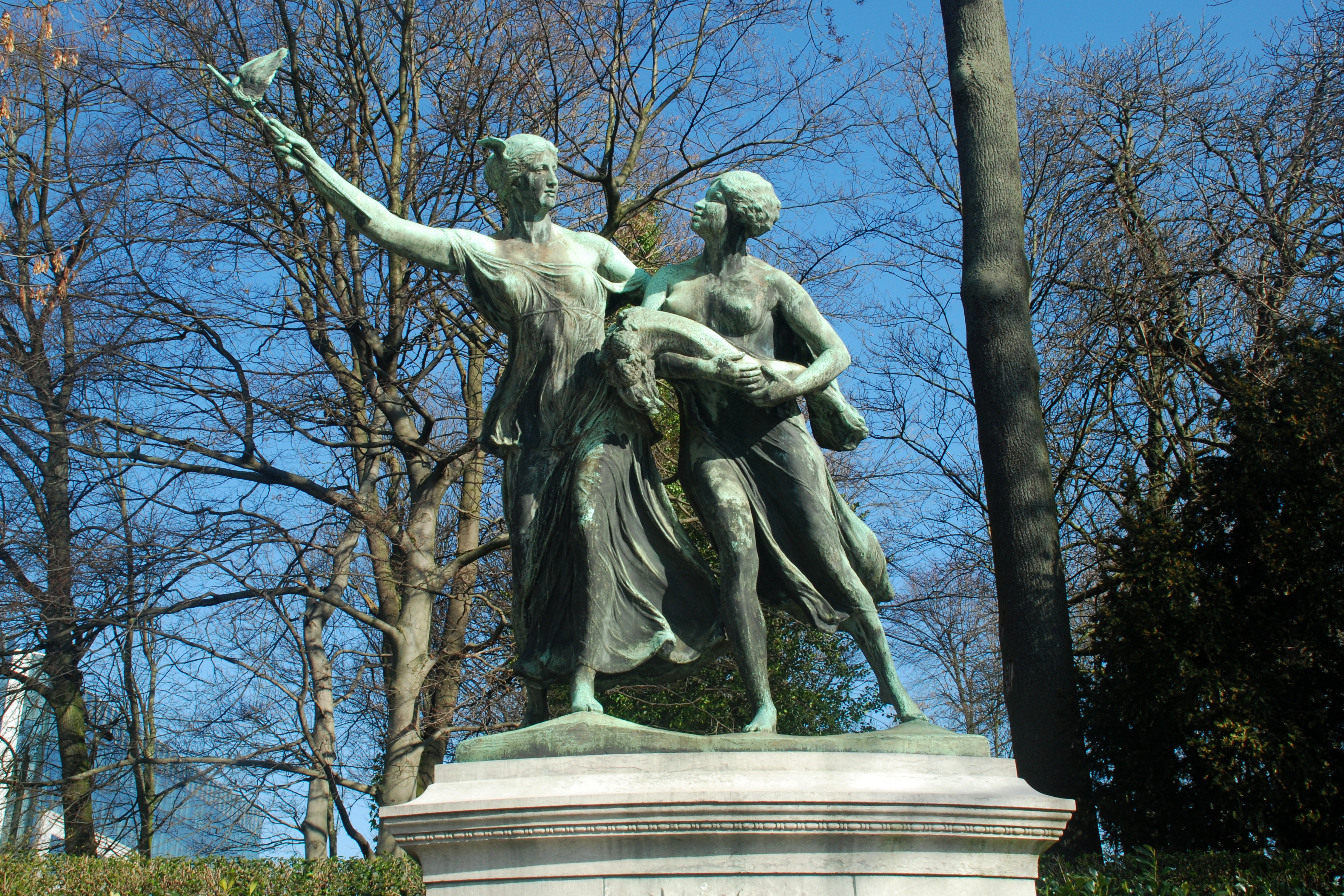
« El genio belga guiando al Congo » (Monument General Thys, Cincuentenario, Bruselas).